# فاران (مترو باريس)
فاران (بالفرنسية: Varenne)‏ هي محطة مترو تابعة لمترو باريس تقع في فرنسا في الدائرة السابعة في باريس.[بحاجة لمصدر]